# Oluf Nielsen
Oluf August Nielsen, född 24 april 1838, död 5 januari 1896, var en dansk historiker.
Nielsen blev filosofie doktor 1867 och rådhusarkivarie i Köpenhamn 1869. Han utövade ett flitigt topografiskt-historiskt författarskap och framträdde särskilt som källutgivare. Bland hans verk märks Ribe Oldemoder (1869), Codex Esromensis (1880-81), Københavns Diplomatarium (8 band, 1872-87), Liber census Daniæ (1873) och Gamle jydske Tingsvidner (1882).

## Utmärkelser
- Riddare av Dannebrogorden,  1893[2]

[Redigera Wikidata]